# Oferta bem intencionada do Evangelho
A Oferta bem intencionada do Evangelho ou Oferta gratuita do Evangelho, na teologia cristã, é a oferta de salvação em Jesus Cristo para todas as pessoas. É uma doutrina geralmente aceita pela maioria das denominações cristãs, bem com pela maioria dos calvinistas. Todavia, algumas denominações reformadas, geralmente descritas pelos seus oponentes como hipercalvinistas, surgiram pela negação desta doutrina, tais como as Igrejas Protestantes Reformadas na América, Congregações Reformadas na Holanda, Congregações Reformadas Neerlandesas e Igreja Presbiteriana Evangélica (Austrália). Outros que rejeitam a doutrina são os batistas estritos (como John Gill).